# Dörflingen
Dörflingen (toponimo tedesco) è un comune svizzero di 972 abitanti del Canton Sciaffusa.